# Amtsgericht Eddelak
Das Amtsgericht Eddelak war ein deutsches Amtsgericht mit Sitz in Eddelak.

## Geschichte
Mit der Annexion Schleswig-Holsteins wurden 1867 in der nunmehr preußischen Provinz fünf Kreisgerichte und das übergeordnete Appellationsgericht Kiel eingerichtet. Als Eingangsgerichte wurden Amtsgerichte geschaffen, darunter das Amtsgericht Eddelak als eines von 17 Amtsgerichten des Kreisgerichts Itzehoe. Den Gerichtssprengel bildeten die Kirchspielvogteien Burg, Eddelak und Brunsbüttel nebst den unbedeichten Vorlanden der Kirchspiele Brunsbüttel und Eddelak und dem holsteinischen Elbufer.
Der Grund für die Wahl von Eddelak als Gerichtsstandort (Burg war deutlich größer) war die zentrale Lage im Gerichtsbezirk und die Bereitschaft der Gemeinde, ein Gerichtsgebäude zu errichten. Mit dem Inkrafttreten des deutschen Gerichtsverfassungsgesetzes am 1. Oktober 1879 wurden reichsweit einheitlich Amts-, Land- und Oberlandesgerichte geschaffen. Das Amtsgericht Eddelak blieb bestehen und war nun dem Landgericht Altona nachgeordnet. Sein Gerichtsbezirk umfasste daraufhin aus dem Kreis Süderdithmarschen die Gemeindebezirke Brunsbüttel, Brunsbüttel-Eddelaker Koog, Burg, Eddelak und den Gutsbezirk Kuden-See. Am Gericht bestand 1880 eine Richterstelle. Das Amtsgericht war damit ein kleines Amtsgericht im Landgerichtsbezirk. Gerichtstage wurden in Burg gehalten.
Als Altona durch das Groß-Hamburg-Gesetz von 1937 nach Hamburg eingemeindet wurde, wurde das Landgericht Altona nach Itzehoe verlegt. Im Jahre 1938 wurde das Amtsgericht Eddelak als Amtsgericht Brunsbüttelkoog nach Brunsbüttelkoog verlegt.

## Gerichtsgebäude
Zur Errichtung des Gerichtes 1867 erbaute die Gemeinde das Gerichtsgebäude mit einer Wohnung für den Sekretär. Daneben wurde das Amtsgerichtsgefängnis erbaut, in dem sich die Wohnung des Gerichtsdieners und des Gefangenenwächters befanden. Für den Amtsrichter wurde ein eigenes Wohnhaus erbaut. 1910 wurde das Gerichtsgebäude dahingehend erweitert, dass die Wohnung für den Sekretär im ersten Stock in Büroräume umgewandelt wurden und der Sitzungssaal erweitert wurde. Mitte der 1920er Jahre wurde am Amtsgericht Meldorf ein zentrales Amtsgerichtsgefängnis für den ganzen Kreis Süderdithmarschen geschaffen und das Gefängnis in Eddelak geschlossen.
Das Amtsgerichtsgebäude wurde nach dem Auszug des Gerichts 1938 als Gemeindeamt genutzt und 1969 in ein Wohngebäude umgebaut.

## Richter
Am Gericht war ein Amtsrichter beschäftigt. Lediglich in der Zeit von 1913 bis 1924 bestanden zwei Richterstellen. Richter waren die Herren:
- Lammers 1867 bis 1870
- Bünz 1871 bis 1876
- Aye 1876 bis 1884
- Kempf 1884 bis 1891
- von Rhoden 1891 bis 1902
- Mannshardt 1902 bis 1906
- Harms 1906 bis 1912
- Dettmann 1913 bis 1925
- Gerloff 1913 bis 1920 (zweite Richterstelle)
- Fielitz 1920 bis 1924 (zweite Richterstelle)
- Petersen 1925 bis 1933
- Bock 1933 bis 1938